# Hospitalillo de Niños Huérfanos
El hospitalillo de niños huérfanos fue un centro asistencial para niños huérfanos que estuvo activo con varios baches de continuidad hasta 1944 que fue clausurado. Estaba ubicado en una casona del siglo XVI en la calle Caldereros, antes Ortiz, Don Pedro, del Casco Antiguo de la ciudad. El edificio persiste aún y es conocido localmente como edificio "Huerfanicos" por su antigua conexión al hospitalillo infantil.
En el hospitalillo se instaló un centro de ayuda y socorro social donde, entre otras obras, daban de comer a los vecinos con problemas económicos. A partir de 1976, la parroquia de la Magdalena, cede para ser utilizado por diferentes colectivos, club juvenil, asociación de vecinos, asamblea de mujeres.

## Descripción
El edificio tenía un sótano de piedra de sillar, con el suelo de losas, también de piedra, datado en el siglo XIII. Fue destruido para crear aparcamientos subterráneos. 
La planta baja, a la izquierda, estaba la capilla con una puerta mudéjar que actualmente se encuentra en el palacio del Marqués de San Adrián, en el exterior una gran reja de hierro forjado, disponía de una espadaña con una campana de 1707.
A la derecha, en la planta baja, unas cuadras y vivienda para el servicio. Al fondo la cocina, que en su última etapa se transformó en el bar de la Asociación de Vecinos del Casco Viejo, que se habría al público en las fiestas del barrio, las de San Pedro y el resto del año para disfrute de los diferentes colectivos que tenían sede en la casa.
Tenía una gran escalera, de cuando la casa era vivienda de Pedro Ortiz y Juana de Aragón en el siglo XVI.
En la primera planta, había una gran habitación con grandes ventanales que daba a la calle Portal, que la ocuparon la Asociación Juvenil, en el lado de Caldereros, la primera habitación era una sala de plancha, por el gran armario que había, en su última etapa, ocupado por la Asamblea de Mujeres de Tudela.
En medios del pasillo, una gran habitación con tres balcones, decorado por un friso de madera entre la pared y el techo. Su origen sería zona de esparcimiento, grandes comidas, baile, al transformarlo en orfanato, sería un gran dormitorio para los niños. En su última etapa, fue convertido en sala de exposiciones, sala de asambleas de la Asociación de vecinos. Había dos salas más, de usos múltiples.
En la fachada y sobre la reja, había una placa de hierro forjado que ponía: "Hospitalillo de niños Huérfanos" y sobre esta y la reja una hornacina con una imagen de "La Purísima", virgen de las llamadas "vestidas", solo tenía la Cabeza con pelo natural y las manos, el resto del cuerpo era un caballete, todo el conjunto estaba cubierto por un vestido blanco y con capa azul.
La última planta con techos a dos aguas, de grandes vigas de madera con cañizo de base para las tejas. Se intentó, a finales de los 70, hacer un museo etnográfico, con aperos, de labranza, cántaros, utensilios usados en diferentes oficios artesanales.

## Historia
Cuando Miguel de Eza fundó el Hospital de Nuestra Señora de Gracia en el año 1566, todos los enfermos que había en el hospital general se trasladaron al de nueva fundación. El edificio del viejo se enajenó a Pedro Ortiz para que hiciese la fundación del “Hospitalillo para Niños Huérfanos”.
Pedro Ortiz nació en Tudela ignorándose la fecha, falleció en su casa de Tudela, el martes 15 de octubre de 1596, según una declaración del escribano Jerónimo de Burgui y siete testigos en la que dicen que en dicho día vieron muerto a Pedro Ortiz, y que el jueves día 10 del mismo mes y año había hecho testamento cerrado ante el mismo escribano, a quien se le entregó.
Designa como heredera, fideicomiso a su mujer, Juana de Aragón, le encarga que haga una fundación para niños y niñas huérfanas, para lo que deja las casas donde él vive. Nombra por patronos al Deán, Cabildo, Alcalde y Regidores.
En su virtud se refirió la fundación en el año 1602 ante el mismo escribano, disponiendo según su testamento que de la sala baja de la casa principal con dos rejas se hiciera una iglesia bajo la advocación de San Pedro y San Pablo; que en ella se dijesen cada semana cuatro misas rezadas por el capellán en sufragio del fundador, y en cada misa un responso, y si el capellán estuviera legítimamente ocupado las diga otro sacerdote; que el capellán y maestro tuvieran de renta ochenta ducados anuales, con la obligación de las cuatro misas, enseñar a los niños a leer y a escribir y la doctrina cristiana y encaminarlos a la virtud; que el nombramiento de capellán se hiciera guardando alternativa entre Deán y Cabildo, y Alcalde y Regidores, de modo que nunca concurriesen ambos cuerpos en una nominación, ni hacer uno, dos consecutivos.

La cláusula segunda del testamento dice: “Mando y ordeno que sea mi cuerpo depositado en l Iglesia parroquial de Santa María Magdalena, en la parte y lugar que a mi carísima mujer Juana de Aragón y al señor Simón Gascón de Araciel, Vicario de dicho iglesia de la Magdalena, pareciese, para que después días de la dicha mujer se trasladen mis huesos al paraje y lugar que abajo se hará mención (-al de la iglesia del Hospitalillo-) de la dicha iglesia de la Magdalena.
Item.- “Dejo limosna a dicha iglesia de Santa María Magdalena, donde yo soy parroquiano, veinticuatro ducados porque me den lugar y sepultura donde mi cuerpo sea depositado a voluntad del señor Vicario y de la dicha mujer Juana de Argón.”
Esta primera parte de su voluntad se llevó a efecto, porque el escribano antes dicho extendía diligencia dentro de la misma parroquia en el propio día martes 15 de octubre, haciendo constar que celebrada la misa entierro por el cabildo, se procedió a dar sepultura al cadáver de Ortiz en una sepultura abierta “a la cantonada de la Capilla de Nuestra Señora en la nave principal de la misma iglesia…”. También se enterró en el mencionado templo a Juana de Aragón, fallecida el 17 de julio de 1603. En el libro de defunciones de la parroquia de 1809, folio 1534, aparece una inscripción en 9 de mayo, indicando que el cadáver a que se refiere se entierra delante de la sepultura que fue de Pedro Ortiz –(dice que fue)- por lo que se puede deducir que quizás sus restos serían trasladados al lugar que él dispuso.
La fundación pasó por momentos muy difíciles debido a su precaria economía hasta el extremo de tener que suspender la asistencia a los veinte niños para los que se había fundado. En el año 1765, Jorge de Montesa de Gante, Marqués de Montesa, hizo un legado con lo que se volvió a abrir para recoger a seis niños.
El Patronato, a través de los años tuvo que hacer frente a muchas vicisitudes económicas, siendo en alguna época la situación insostenible, hasta que en 1944 tuvo que cesar en sus actividades para las que se había fundado.
En junio de 1997, la Junta de la  Real Casa de Misericordia acordó vender el edificio al Ayuntamiento, quien tiene acordado su derribo por su estado de ruina.
Los últimos capellanes que dirigieron el centro fueron: Tomás Huguet Burgaleta y Víctor Merino Villafranca.